# Corral de Piedra, León
Corral de Piedra är en ort i Mexiko.   Den ligger i kommunen León och delstaten Guanajuato, i den centrala delen av landet, 300 km nordväst om huvudstaden Mexico City. Corral de Piedra ligger 1 927 meter över havet och antalet invånare är 112.
Terrängen runt Corral de Piedra är platt västerut, men österut är den kuperad. Runt Corral de Piedra är det mycket tätbefolkat, med 1 313 invånare per kvadratkilometer. Närmaste större samhälle är León de los Aldama, 10,7 km öster om Corral de Piedra. Trakten runt Corral de Piedra består till största delen av jordbruksmark.